# Ray William Johnson
Ray William Johnson é um comediante americano mais conhecido por seus vídeos no YouTube, dos quais fizeram dele, em junho de 2011, a pessoa com o canal com maior quantidade de inscrições de todos os tempos. Em seu canal ele rodava um programa, chamado "=3", ou "igual a três", do qual ele comentava sobre vídeos virais que eram postados semanalmente no YouTube e outros sites de vídeo. Muitas vezes ele comenta sobre desfrutar de um súbito crescimento de popularidade, como observado por numerosos relatos na imprensa.
Seu canal no YouTube atualmente conta com 18 milhões de inscritos e 14 bilhões de visualizações. Em fevereiro de 2011, uma publicação da indústria notou que Johnson atualmente tinha seis dos vinte vídeos mais assistidos do mês.
Além do seu canal principal Ray William Johnson também administra os canais YourFavoriteMartian, um canal onde são apresentados videoclipes animados, e anteriormente, BreakingNYC, um canal onde Ray saia com outras pessoas por casas noturnas.
O seu programa "=3" foi terminado pelo próprio criador no dia 12 de Março de 2014 mas voltou a ser realizado a partir de 18 de Julho de 2014, sendo apresentado por Robby Motz. No mês de Julho de 2015, Motz abandona o seu papel de apresentador do =3 e Kaja Martin assume o controlo. Devido aos protestos dos fãs do canal, Kaja foi substituida por Carlos Santos em Dezembro do mesmo ano. 
Entretanto, Ray não terminava aí o seu percurso de artista, humorista e escritor. A 1 de Junho de 2014 publicou "Robot Clown Mob", o seu primeiro livro de banda desenhada (quadrinhos). Em 2015 foi produtor executivo de "Manson Family Vacation", "Booze Lightyear", "Comedians On" e "Top 6", estrelando também em "Booze Lightyear" como Booze Player e em "Comedians On". Em 2016 apareceu no filme independente "Who's Driving Doug", produzido por David Katz e Nicola Carbonetta e dirigido por David Michael Coneley, no papel de Scott.
Presentemente, Ray William Johnson continua a fazer vídeos para a internet, sob a forma de contação de histórias 